# Maurice Utrillo

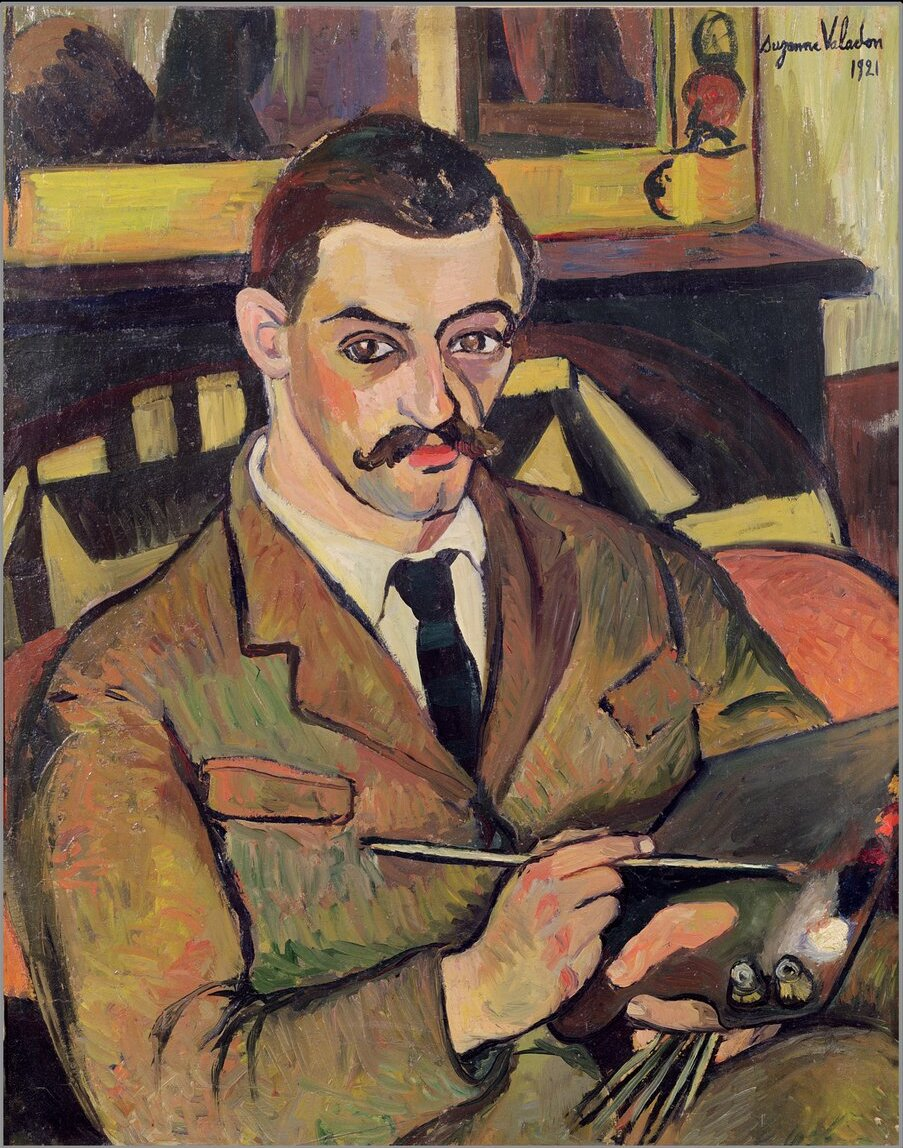
Suzanne Valadon: Porträt Maurice Utrillo, 1921

Maurice Utrillo (* 26. Dezember 1883 in Paris; † 5. November 1955 in Dax) war ein französischer Maler. Er war der Sohn von Suzanne Valadon, selbst eine bekannte Malerin, und einem unbekannten Vater. Den Nachnamen hatte er von einem katalanischen Maler, der offiziell die Vaterschaft für ihn übernahm. Seine Signatur Maurice Utrillo V. verweist allerdings auch auf den Nachnamen der Mutter, die lebenslang für ihn prägend blieb und mit der er gemeinsame Ateliers führte.
Utrillo wurde schon als Jugendlicher alkoholkrank. Aufenthalte in Heilanstalten zogen sich durch seinen Lebensweg. Die Malerei betrieb er ursprünglich als Therapie, entwickelte jedoch bald eine Meisterschaft, die ihm ermöglichte, vom Verkauf seiner Bilder zu leben. Anfangs war er vom Impressionismus beeinflusst, seine späteren Werke lassen sich jedoch keiner Stilrichtung zurechnen und blieben eigenständig, unabhängig von modernen Kunstströmungen in einem traditionellen Realismus verhaftet. Die „weiße Periode“ von ungefähr 1907 bis 1914 gilt als sein Hauptwerk. Ihr schloss sich ab circa 1920 eine „farbige Periode“ an. Utrillos Motive waren vor allem die häufig menschenleeren Gassen und Gebäude des Montmartre, so dass er auch als „Maler des Montmartre“ bezeichnet wird.

## Leben

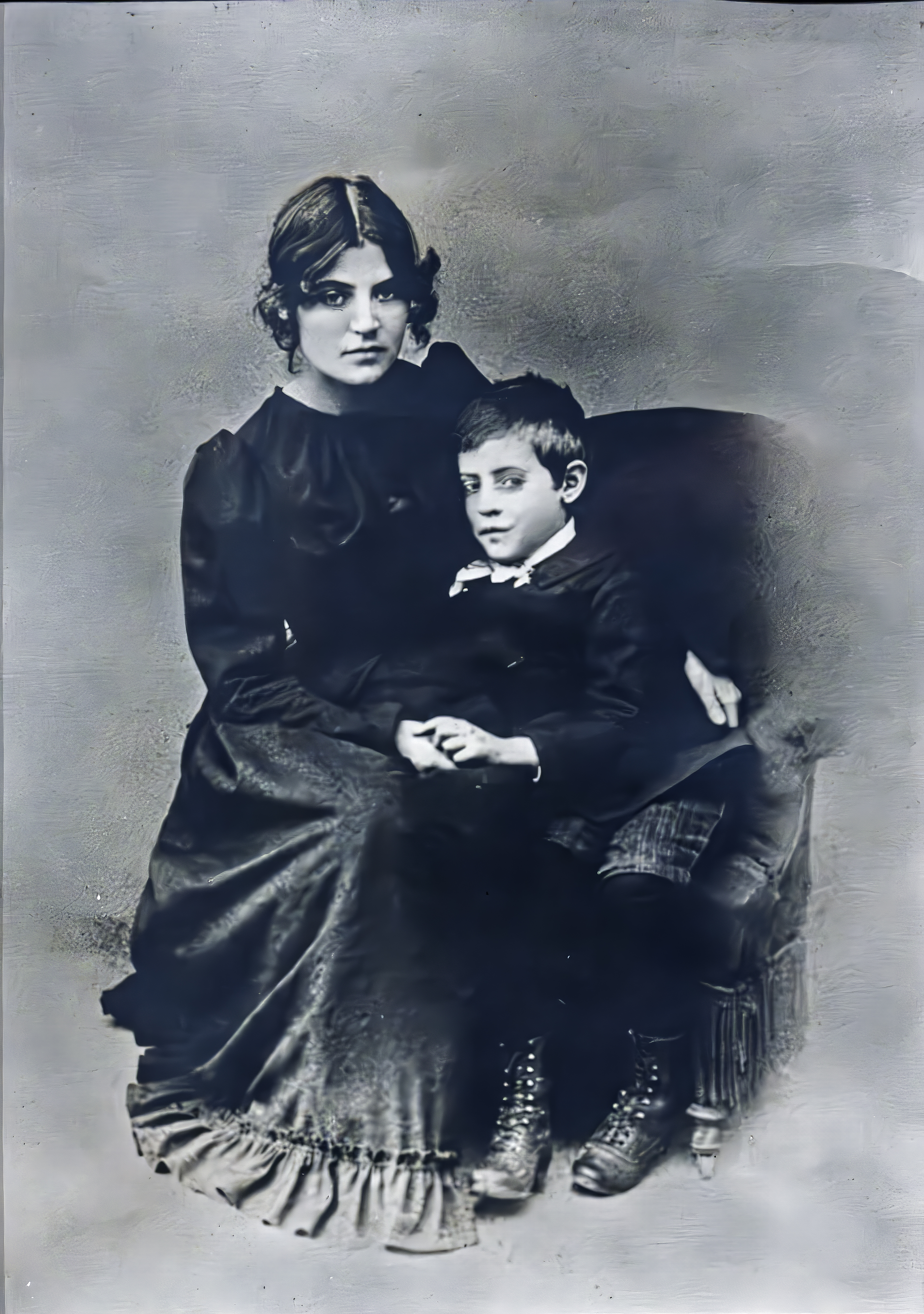
Fotografie von Suzanne Valadon und ihrem Sohn Maurice Utrillo, um 1890

Maurice Utrillo wurde am 26. Dezember 1883 in Paris geboren. Seine Mutter Marie-Clémentine Valadon bewegte sich in der Kunstszene des Montmartre und stand vielen Malern Modell. Später wurde sie selbst als Suzanne Valadon eine bekannte Malerin. Sein Vater ist bis heute nicht verifiziert. Im Jahr 1891 erkannte der katalanische Maler und Kunstkritiker Miquel Utrillo die Vaterschaft für Maurice offiziell an. Dies war jedoch möglicherweise eher ein Liebesdienst für Marie-Clémentine; die Beziehung zerbrach bald wieder. Maurice Utrillo gab den Namen der Mutter nie vollständig auf. Seine ersten Bilder signierte er Maurice U. Valadon, die späteren bis zu seinem Lebensende Maurice Utrillo V.
Utrillos Kindheit und Jugend waren schwierig. Wegen der wechselnden Beziehungen seiner Mutter wuchs er anfänglich bei der Großmutter auf. Im Jahr 1893 zog die Mutter mit Paul Mousis, einem reichen Kaufmann, den sie drei Jahre später heiratete, in ein Landhaus bei Montmagny, in dem sich ihr unehelicher Sohn unwillkommen fühlte. Im Gefühl von Ablehnung und Einsamkeit wurde Utrillo früh alkoholkrank. Mit siebzehn Jahren machte er in der Trinkerheilanstalt Sainte-Anne eine erste Entwöhnungskur, die jedoch keinen nachhaltigen Erfolg hatte. In den folgenden zwanzig Jahren begleiteten viele weitere solcher Anstalten seinen Lebensweg.
Doktor Ettlinger, ein Freund der Familie, gab der Mutter, die inzwischen zu ersten künstlerischen Erfolgen gelangt war, den Rat, ihren Sohn zum Malen anzuregen, um seinem Leben einen Halt zu geben. Dem Jungen fehlte es an akademischer Ausbildung, doch seine erst noch unwilligen Experimente auf der Leinwand zeigten früh Originalität und Eigenwilligkeit. Von 1902 bis 1904 entstanden, hauptsächlich im Montmagny, etwa 150 Bilder. Schon 1905 wurden erste Kunstkenner und -händler auf ihn aufmerksam, darunter Adolphe Tabarant und Clovis Sagot, der Utrillo pro Bild drei bis fünf Francs zahlte.

Porträt von Suzanne Valadon, André Utter und Maurice Utrillo (von links nach rechts), um 1920

In den Jahren zwischen etwa 1907 und 1914 entstanden Utrillos Hauptwerke aus seiner so genannten „weißen Epoche“. Seine Motive nahm er aus den Gassen und Gebäuden des Montmartre-Viertels. Um 1916 bis 1919 setzte nach Meinung späterer Kunstkritiker bereits ein allmählicher „Abstieg“ oder „Verfall“ ein, hatte sich Utrillos Thematik in gewisser Hinsicht „überlebt“. Dennoch setzte die allgemeine Anerkennung erst ab 1920 ein. Der Kunsthandel nahm nach dem Ersten Weltkrieg wieder einen Aufschwung, für Utrillos Werke wurden immer höhere Preise bezahlt, große Ausstellungen fanden statt. Für das Ballett Barabau von Sergei Djagilew entwarf er das Bühnenbild und die Kostüme. Im Jahr 1926 brachte eine Auktion von L’Église Saint-Séverin 50.000 Francs ein – ein großer Sprung von der Handvoll Francs 21 Jahre zuvor. Im selben Jahr bezog Utrillo, der „Maler des Montmartre“, sein erstes echtes Montmartre-Atelier, nachdem er zuvor nur provisorische Arbeitsstätten auf der Butte genutzt hatte. In einer Villa in der Avenue Junot lebte und arbeitete er gemeinsam mit seiner Mutter und ihrem Ehemann André Utter. Zudem erwarb Utrillo das Château de Saint-Bernard im Lyonnais, wo er bis 1934 jeden Sommer verbrachte. 1928 wurde er zum Ritter der Ehrenlegion ernannt.
Auch in der Zeit seiner größten Schaffenskraft war Utrillos Leben bestimmt durch seine Alkoholexzesse und insgesamt elf Aufenthalte in Heilanstalten zwischen 1901 und 1921. 1912 und 1914 wurde er in die Heilanstalt von Sannois eingeliefert, 1916 in das Asyl von Villejuif, 1917 schwerkrank in das Hôpital Saint-Louis, 1918 in der Heilanstalt von Aulnay-sous-Bois interniert, aus der er floh und freiwillig die Anstalt von Picpus vorzog. 1921 folgte ein kurzer Gefängnisaufenthalt in La Santé, anschließend Internierungen in Sainte-Anne und Ivry-sur-Seine. Auch die Polizei führte eine Akte über den regelmäßig auffälligen Trinker mit dem Vermerk „reconnait“ (polizeilich bekannt). Immer wieder wurde er wegen kleiner Anlässe verhaftet. 1924 las ihn eine Streife mit schweren Kopfverletzungen in der Rue Cortot auf, nachdem er laut Protokoll versucht hatte, sich an einer Mauer den Kopf einzuschlagen.
Erst 1935, als Utrillo Lucie Pauwels heiratete, änderte sich sein Lebenswandel. Die Witwe des belgischen Finanziers Robert Pauwels hatte eigene künstlerische Ambitionen und malte unter dem Künstlernamen Lucie Valore. Utrillo nannte sie „La Bonne Lucie“, die „gute Lucie“, und so hieß auch die Villa in Le Vésinet, die sie ausgewählt hatte und in der er die letzten 20 Jahre seines Lebens verbrachte. Sie knüpfte die Verbindung zum Kunsthändler Paul Pétridès, dem noch im selben Jahr die Exklusivrechte an Utrillos Werk übertragen wurden und der fortan jedes Jahr neue Ausstellungen organisierte. Valores Rolle wurde unterschiedlich bewertet. Pétridès sprach von einer „liebenswerten Gefährtin“, deren „kluge Fürsorge“ Utrillos Leben beträchtlich verlängert habe, der Maler und Autor Michel Georges-Michel von einer „Krankenwärterin“, die ihn ausgebeutet habe, andere Stimmen von einem „luxuriösen Gefängnis“, in dem Utrillo vorgeführt wurde, um die Karriere seiner Frau zu fördern. Seine eigene künstlerische Inspiration verlor Utrillo am Ende seines Lebens, als er „bürgerlich“ geworden war und nur noch reproduzierte, statt Neues zu schaffen.

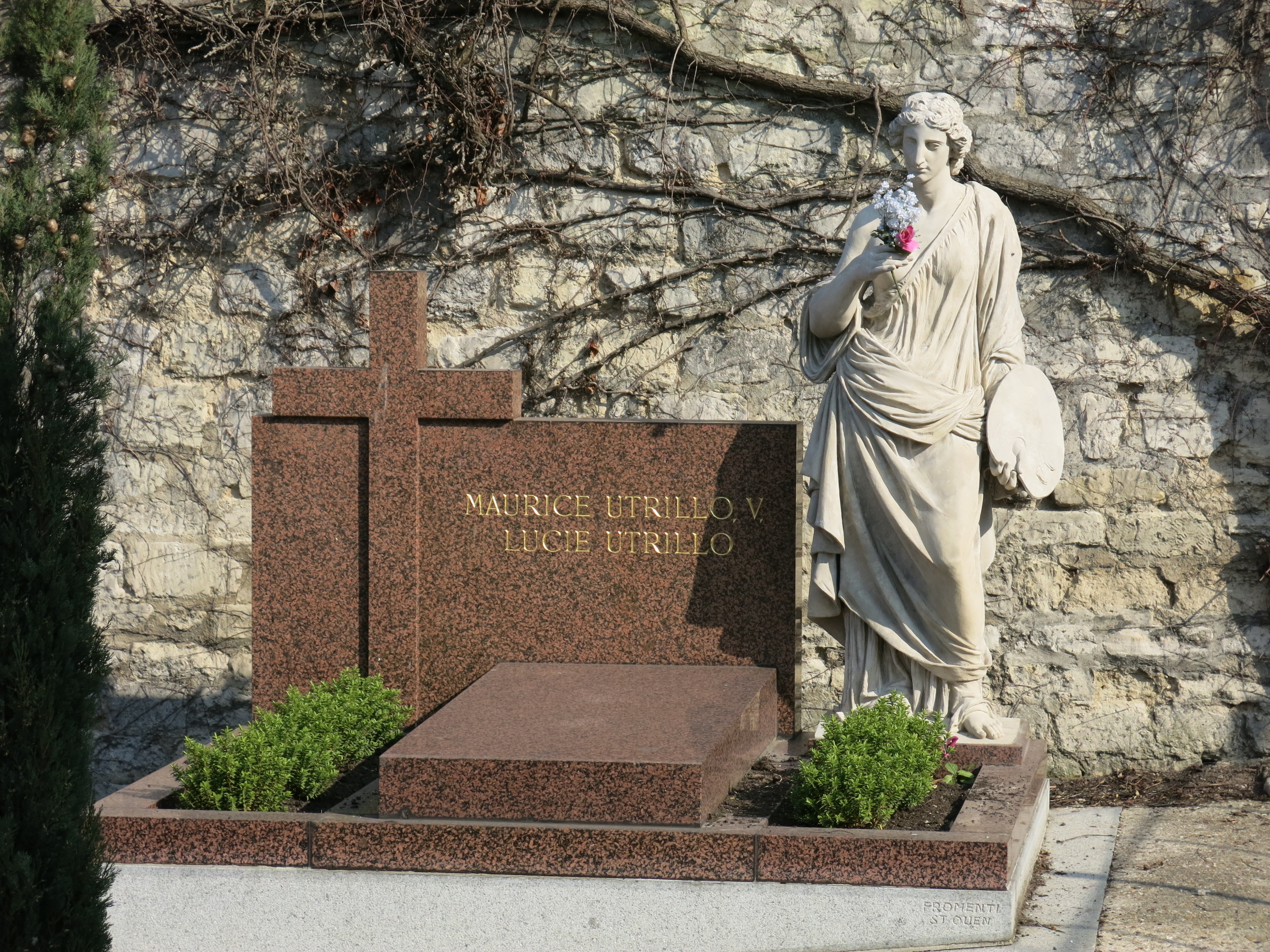
Grab von Maurice und Lucie Utrillo in Saint-Vincent

Im Jahr 1938 starb Suzanne Valadon, zu der Utrillo zeitlebens eine besondere Beziehung hatte, geprägt von gegenseitiger Verehrung, Liebe und einem innigen Verständnis. Utrillo starb am 5. November 1955 als 71-Jähriger in Dax im Département Landes nahe der französischen Atlantikküste bei einem Kuraufenthalt. Er ist auf dem Pariser Friedhof Cimetière Saint-Vincent am Montmartre begraben.

## Künstlerischer Werdegang

### Impressionistische Anfänge
Utrillo war weitgehend ein Autodidakt, künstlerisch in erster Linie beeinflusst durch seine Mutter, die mit zahlreichen Malern des Impressionismus rund um den Montmartre bekannt war. In seiner Autobiografie beschrieb er seine Anfänge: „Man hat gesagt, ich wäre von Pissarro beeinflußt. Gelegentliches Zusammentreffen, vielleicht, aber Einfluß damals, kaum. Ich sah keine Bilder, außer denen meiner Mutter. Das Malen ist vom Zufall abhängig und hat, wie man so sagt, weder Gott noch Gesetz. Also folgte ich den Impulsen meines bildhaften Temperaments, arbeitete, wie es mir gefiel, und folgte meinen Eingebungen, wie sie meinem Charakter zusagten.“
Utrillos erste Skizzen galten der Natur. Er malte die Hügel der Pariser Vororte Montmagny und Pierrefitte-sur-Seine. Die Farben waren dunkel, die Oberflächen der Bilder rau. Bevorzugt war ein blauviolettes Kolorit. Erst um 1906 schob sich in La Butte Pinson à Montmagny eine weiße Hausfassade ins Bild. Die Inschrift „VINS“ über einem der Fenster wiederholte er später häufig. Um 1905 schuf er mit Studien zum Pont Saint-Michel, im Vordergrund Kähne auf der Seine, im Hintergrund die Kathedrale Notre-Dame, seine erste Werkfolge, der sich später viele weitere anschlossen. Auch von den rund 700 Landschaften, die Utrillo zwischen 1907 und 1910 malte, folgten viele noch impressionistischen Einflüssen. In diesen Jahren setzte aber auch seine berühmte „weiße Periode“ ein.

### Weiße Periode
Beginn und Ende der „weißen Periode“, des frühen Höhepunkts in Utrillos Werk, sind schwer einzugrenzen. Jeanine Warnod etwa datiert sie lediglich von 1912 bis 1914, schränkt aber ein, dass sie auch vor dieser Blütezeit auszumachen sei und selbst in späteren Werken nach 1930 hin und wieder noch aufscheine. Pierre Courthion, Klaus Werner und Felix Baumann / Hugo Wagner geben als Beginn unisono 1907 an. Courthion begründet, dass bereits die ersten Jahre dieser Epoche zugerechnet werden müssen, weil in ihnen „einige der herrlichsten Meisterwerke entstehen“, und er betont, dass Utrillo zu diesem Zeitpunkt kaum fünf bis sechs Jahre gemalt hatte. Das Ende der „weißen Periode“ fällt allgemein mit dem Beginn des Ersten Weltkriegs 1914 zusammen.
Um 1907 veränderte sich die Maltechnik Utrillos. Sie wurde pastos mit starkem Farbauftrag. Der Pinselstrich verbreiterte sich, der Maler trug die Farben direkt mit dem Spatel auf. Um dem vorherrschenden Weiß mehr Kraft zu geben, die Stofflichkeit der abgebildeten Gemäuer zu unterstreichen, mischte Utrillo Gips und Leim in die Farbe. Die vorherrschenden weißen und cremefarbigen Farben, die Kreidetöne der Fassaden, gaben der „weißen Periode“ ihren Namen. Dabei betont Klaus Werner, dass das Weiß niemals den Eindruck von Leere vermittle, vielmehr arbeitete Utrillo mit feinen Nuancen, so wiederholen sich etwa Farbtöne aus anderen Bildbereichen in kaum wahrnehmbaren Schattierungen. Besonders gut habe der Maler den bedeckten, silbrig-grauen Pariser Himmel und das weiche Licht eingefangen.
Straßenszenen vom Montmartre waren von nun an Utrillos bevorzugtes Motiv, Winkel, Gassen und alleinstehende Mauern. Der Kunstkritiker Gustave Coquiot, ein Zeitgenosse Utrillos, beschrieb: „Ich liebte Montmartre in festlicher Ausgelassenheit. Utrillo dagegen liebte Montmartre in nächtlicher Verlassenheit, den Montmartre, der, in seiner Dorfeinsamkeit schlafend, Paris beherrscht.“ Utrillos Straßen sind einsam und leer. Statt Menschen werden sie von Laternen, Prellsteinen oder kahlen Bäumen bevölkert. Den baufälligen Häusern gibt der Maler laut Werner „den spröden Reiz des Vernachlässigten, die Würde des Alters“. Laut Hugo Wagner spürt man aus den Bildern, dass noch die tristesten Winkel und Gassen dem Maler vertraut waren, dass er sie als seine Heimat verstand, auch später, als er gar nicht mehr am Montmartre lebte, und dass sie gerade „aus dieser einzig echten Beziehung ihre eigentümliche Schönheit gewinnen.“

### Farbige Periode
Schon ab 1912 beschreibt Courthion eine „Lockerung der strengen ‚weißen Melancholie‘“, ein perlmuttfarbenes Licht scheint nun durch Utrillos Bilder, die bleichen Himmel werden durch Wolken belebt, die „farbige Periode“, eine deutlich reichhaltigere, intensivere Farbpalette bereitet sich insbesondere ab 1916/17 vor. Dabei bleiben die Farben zuerst noch gedeckt, aber sie bilden kräftige Kontraste auf der Leinwand. Während der Jahre des Ersten Weltkriegs malte Utrillo rund 1200 Bilder, darunter laut Jeanine Warnod „wenigstens zweihundert Meisterwerke“. Hugo Wagner spricht von einer „Periode des Übergangs“, die noch der vorangegangenen weißen Periode nahestehe, aber mehr das zeichnerische Element betone. Während seiner häufigen Aufenthalte in Heilanstalten begann Utrillo, nach Postkarten zu malen. Dabei verwendete er Lineal, Zirkel und Winkelmaß, um Gebäude wirklichkeitsgetreu zu übertragen.
Der Beginn der eigentlichen „farbigen Periode“ wird zumeist auf das Jahr 1920 festgesetzt, und sie währte bis zum Tod des Malers im Jahr 1955. Courthion beschreibt: „seine Farben geraten in Brand, schmelzen, glühen manchmal“, die Formen werden härter, bilden schärfere Kontraste und Akzente. Wagner listet Ockertöne von Oliv bis Schiefergrau auf, neben weißen Hauswänden stehen leuchtend rote Schieferdächer oder Ziegelwände. Dennoch trete die Farbigkeit in den Hintergrund, habe nurmehr noch eine beiläufige, koloristische Funktion. Geprägt würden die Bilder von strengen, geometrischen Linien, die Straßen und Fassaden voneinander abgrenze. Utrillos Malerkollege Lucien Laforge klagte: „Eine ständige Aufzählung, eine Analyse, die alles auf nichts herabsetzt, statt aus nichts eine Welt zu schaffen, eine Genauigkeit, eine methodische Arbeit hat die früheren Gaben ersetzt…“ In späteren Jahren milderte Utrillo die geometrischen Linien wieder ab, behielt die Farbigkeit der Bilder aber bei.
Eine weitere Besonderheit der Bilder ab 1920 ist, dass nun Menschen die Leinwände bevölkern, einzeln oder in Gruppen verteilt auf den Promenaden von Montmartre. Überwiegend sind es Frauen in engen Miedern mit ausladenden Hüften in Rückenansicht. Sie sorgen nicht für echte Lebendigkeit, sondern wirken auf Werner eher wie Symbole des Lebens und der Fruchtbarkeit, wie Gleichnisse für eine unerreichte Liebe. Wagner sieht in ihnen nur „den Wert von Staffagefiguren“, und Utrillo habe sich niemals seinem befreundeten Kollegen Amedeo Modigliani angenähert, der die Menschen des Montmartre-Viertels zu seinem Bildinhalt gemacht habe.
Obwohl Utrillo bis zu seinem Tod ein laut Wagner „enormes Oeuvre“ schuf, nahm die künstlerische Inspiration im Spätwerk deutlich ab. Der Maler sei einer „Selbstkontrolle und Selbstkritik“ nicht fähig gewesen. Laut Courthion produzierte er im Spätwerk nur noch, ohne Neues zu erschaffen, die künstlerische Inbrunst sei Utrillo verlorengegangen. Für Werner hatte die häufige Reproduktion seiner Motive den Maler viel Kraft gekostet, im Spätwerk zehrte er nur noch vom einstigen Können, der Spätstil war flüchtig geworden, passte sich an modische Erwartungen an. Seine Malerei drohte, wie der Montmartre selbst, zur Touristenattraktion und zum Klischee zu verkommen.

## Einordnung in die zeitgenössische Kunst
Maurice Utrillo war in seiner Kunst ebenso ein Einzelgänger wie in seinem Leben. Er gehörte keiner Malschule an und folgte keiner Kunstrichtung. Jeanine Warnod bezeichnet ihn als „Künstler aus Instinkt und Herz“. Sein Zugang zur Kunst war vollkommen untheoretisch und nur aus dem Malerischen selbst bestimmt. Klaus Werner sieht ihn als einen der „großen Traditionalisten in der Kunst der zwanzigsten Jahrhunderts“ und ordnet ihn in der „realistischen Schule der modernen französischen Kunst“ ein. Dort stehe er an der Seite von Künstlern wie Albert Marquet, dem frühen Maurice de Vlaminck oder später André Dunoyer de Segonzac und André Fougeron. Zu seinen Vorgängern zählt er Gustave Courbet und Paul Cézanne, auch wenn Utrillo weder die soziale Frage des einen noch die analytische Methode des anderen beschäftigt habe. Seine Kunst läge vielmehr „an der feinen Scheidelinie zwischen Demontage des klassischen Bildbegriffs und kontemplativer Hingabe an die Unverletzlichkeit der Natur“.
Auch wenn Utrillos Anfänge im Impressionismus liegen, widerspricht Carl Einstein einer Einordnung als „verspäteter Impressionist“. Die Wirkung seiner Bilder läge in der Verwendung von Lokalfarben, und auch in seinem beinahe stofflichen, architektonischen Umgang mit Straßen und Gebäuden unterscheide er sich wesentlich von den Impressionisten. Nicht von ungefähr bezeichnete er sich selbst als „Maurer“. Obwohl er ein Autodidakt war und sich zeitweise ein „Ehrgeiz des Dilettanten“ beobachten lasse, will Werner Utrillo auch nicht der naiven Kunst zuschreiben. Seine Kompositionen seien sicher und zeigten auch in den zahlreichen Wiederholungen immer artistische koloristische Lösungen. Selbst die mittelmäßigen Bilder des Spätwerks seien niemals bloß trivial.
Von modernen Kunstströmungen wie Fauvismus oder Kubismus blieb Utrillo zeit seines Lebens unberührt. Dennoch lassen sich für Hugo Wagner Berührungspunkte finden. Wie die Kubisten malte er vor allem die Stadt, das Werk von Menschenhand. Landschaften und Naturelemente spielten nur eine untergeordnete Rolle. Noch vor den Kubisten verwendete er der Malerei fremde Materialien wie Sand und Gips, um den Eindruck der Häuserfronten noch zu steigern, den abbröckelnden Putz beinahe fassbar zu machen. Die Spannung zwischen Abstraktion und Naturalismus, die den analytischen Kubismus bestimmte, war ihm allerdings fremd. Überhaupt stand Utrillo dem künstlerischen Experiment, der Entwicklung neuer Formsprachen, wie sie viele Künstler des 20. Jahrhunderts antrieb, fern. Seine Motivwelt blieb durch alle Perioden seines Schaffens im Großen und Ganzen unverändert. Dies führte schon früh zum Urteil, Utrillo sei „nicht modern“.
Utrillos Werk kreiste vor allem um ein Thema: die wiederholte Darstellung des Montmartre, seiner Gebäude, Winkel und Gassen. Man bezeichnet ihn deshalb auch als „Maler des Montmartre“. Für Hugo Wagner ist er „der Porträtist von Montmartre, welcher nicht müde wird, das immer neue Gesicht der Butte festzuhalten, zu allen Jahreszeiten, bei verschiedenen Stimmungen, düster und heiter.“ In der Tradition der Montmartre-Maler bildet er bereits die dritte Generation nach den Impressionisten und Henri de Toulouse-Lautrec. Für Pierre Courthion sind Utrillos Bilder allerdings nicht bloß Dokumente einer vergangenen Zeit oder verklärte Darstellungen von Romantik und Idylle, die in der Realität auf dem Montmartre gar nicht geherrscht haben: „Sie verweisen uns auf die zeitlose Gültigkeit seiner von Einsamkeit, menschlichem Leid und einer kaum vorstellbaren Leidensüberwindung geprägten Malerei.“

## Ausstellungen und Kunstmarkt
Im Jahr 1909 stellte Utrillo erstmals im Salon d’Automne aus, gemeinsam mit seiner Mutter Suzanne Valadon. Im Jahr 1912 folgte die erste Ausstellung im Salon des Indépendants, zu der Carl Einstein urteilte: „Seit dieser Ausstellung ist Utrillo bekannt und geschätzt.“ Louis Libaude veranstaltete 1913 die erste Einzelausstellung in der Galerie von Eugène Blot. 1919 präsentierte die Galerie Lepoutre 46 Bilder aus den Jahren 1910 bis 1915. Diese Ausstellung brachte laut Klaus Werner dem Frühwerk breite Anerkennung ein.
In den 1920er Jahren stellte Utrillo mehrfach bei Berthe Weill und Bernheim-Jeune aus, von 1936 an bei Paul Pétridès. Es folgten auch internationale Ausstellungen, so 1937 in der Tate Gallery London, 1942 im Museum Albright in Buffallo und in der Kunsthalle Basel. 1943 ehrte der Salon d’Automne Utrillo mit einer großen Retrospektive. 1946/47 waren seine Bilder Teil der Wanderausstellung Moderne französische Malerei in der französischen Besatzungszone Deutschlands. 1950 erhielt Utrillo einen eigenen Saal im französischen Pavillon der Biennale von Venedig.
Bereits zu Utrillos Lebzeiten setzte ein schwunghafter Handel mit gefälschten Gemälden ein. Utrillo nahm dies ironisch aufs Korn, als er in Le Moulin de la Galette (1922) auf einem Aushängeschild den Warnhinweis anbrachte: „Se méfier des contrefaçons“ („Warnung vor Nachahmungen“). In einem Prozess gegen die auch als „Zézi de Montparnasse“ bekannte Claude Latour im Jahr 1947 musste Utrillo eingestehen, dass er selbst nicht in der Lage war, ihre Imitationen von seinen Originalen zu unterscheiden. 1952 wurde der Kunstfälscher Jean Pinson-Berthet wegen Betruges mit gefälschten Utrillos zu fünf Jahren Gefängnis verurteilt. Paul Pétridès machte in seinem Catalogue raisonné 1959 rund 1000 Fälschungen aus. Seine Hinweise führten zu über 80 Beschlagnahmungen in ganz Frankreich.
Jean Fabris, der Sekretär von Utrillos Witwe Lucie Valore und nach ihrem Testament Alleinerbe der Rechte an Utrillos Werken, warf seinerseits Pétridès vor, Fälschungen zu authentifizieren. Mehrere Auktionen von Werken Utrillos störte er öffentlichkeitswirksam durch Fälschungs-Rufe. Um sein „moralisches Recht“ („droit moral“), das ihm, obwohl in keinem Verwandtschaftsgrad zu Utrillo stehend, im französischen Urheberrecht die Authentifizierung der Werke erlaubt, gab es diverse Gerichtsverfahren, die am Ende zu seinen Gunsten entschieden wurden. Laut Fabris handelt es sich bei vielen Fälschungen um Plagiate namenloser Montmartre-Künstler, die nachträglich mit Signaturen versehene wurden. Tausende gefälschter Utrillos könnten sich nach Spekulationen im Umlauf befinden, nur noch übertroffen von der großen Anzahl gefälschter Dalís.
Beim Auktionshaus Christie’s erzielten Werke von Utrillo Preise bis zu 679.500 Dollar im Jahr 2004 für das Gemälde Les anciens moulins de Montmartre et la ferme Debray (1923). Bei Sotheby’s erreichten Utrillos Werke bis zu 936.000 Dollar im Jahr 2007 für das großformatige Bild Le Maquis de Montmartre (1931). Im Jahr 2010 verkaufte das französische Auktionshaus Artcurial 30 Werke aus der Sammlung Paul Pétridès. Sie erzielten Preise bis zu 306.450 Euro für ein einzelnes Gemälde und 835.540 Euro für einen Paravent aus vier Einzelbildern.

## Rezeption
Zu den Künstlern, die Utrillo besonders beeinflusste, zählt Werner Heldt, der teilweise auch der „Berliner Utrillo“ genannt wurde. Besonders einige Bildern aus dem Jahr 1930, in denen eine fensterlose Wand im Zentrum steht und dem Maler ein „Spiel mit der Farbigkeit“ ermöglicht, zeigen Utrillos Vorbild, so etwa Rosa Mauer. Früher in diesem Jahr hatte Heldt Utrillo persönlich in Paris besucht.
Auch Gustav Wunderwald, einem Maler der Neuen Sachlichkeit, der nach eigenem Bekunden Utrillo „sehr liebe“, wurde – in einer Rezension von Paul Westheim – der Beiname „Berliner Utrillo“ verliehen, ein trotz der Unterschiede in Anzahl und Stil ihrer Stadtporträts seither wiederkehrendes Epitheton in Wunderwalds Rezeptionsgeschichte.
Max Beckmann griff bei Sacré-Cœur im Schnee (1939) auf einen Vorgänger von Utrillo zurück, das Gemälde Rue Chevalier-de-la-Barre (1917/18). Beide Bilder entstanden nach Postkarten. Stephan Reimertz sieht Beckmanns Fassung nicht nur als eine Paraphrase, sondern spricht von einer „korrigierten Fassung“, in der Beckmann sämtliche Reste von Realismus ausgemerzt und durch „typisierte Künstlichkeit“ ersetzt hat. Die Ironie, die allen Veduten Beckmanns innewohnt, werde im Aufgriff der vielzitierten Basilika Sacré-Cœur zu einem „offenen Witz“.

Werner Heldt: Rosa Mauer, 1930, Öl auf Leinwand, 60 × 95 cm, Hamburger Kunsthalle
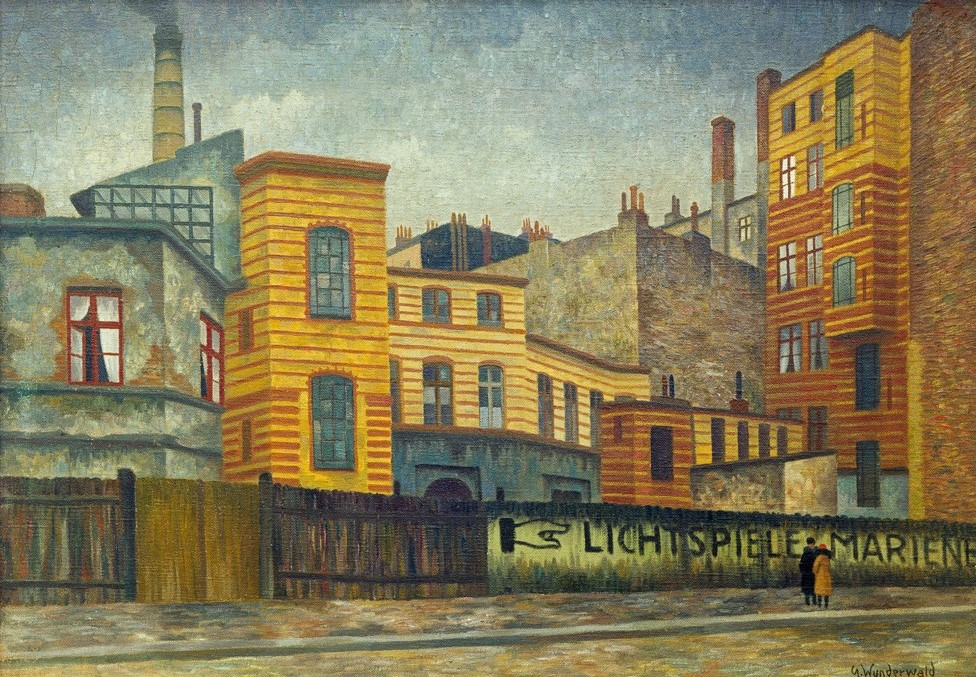
Gustav Wunderwald: An der Travermünder Straße, 1927, Öl auf Leinwand, 61 × 85 cm, Berlinische Galerie
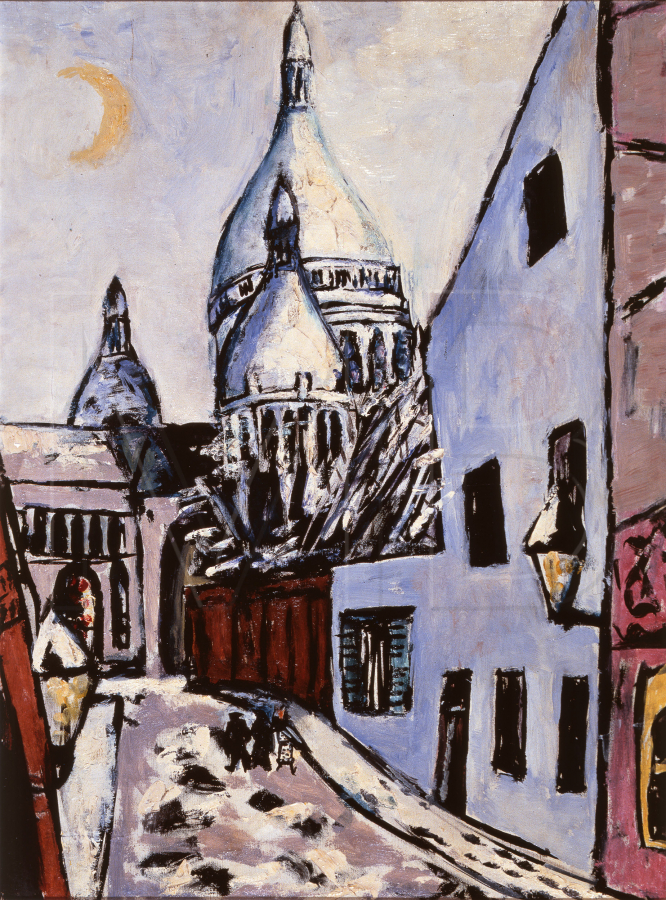
Max Beckmann: Sacré-Cœur im Schnee, 1939, Öl auf Leinwand, 73 × 54 cm, Privatbesitz

Die auf Touristen ausgerichteten Maler am Pariser Place du Tertre zeigen in der Nachfolge Utrillos häufig einen nostalgischen Blick auf eine „verträumte, nahezu menschenleere Stadt“. Allerdings sind sie künstlerisch nur „zweitklassige Epigonen“ Utrillos.
Die französische Post gab zwei Briefmarken nach Utrillos Werken heraus: 1952 eine Abbildung des Eingangstors zum Schloss Versailles nach einer Gouache von Utrillo, 1983 zu Utrillos 100. Geburtstag ein Gemälde der Weinschänke Le Lapin Agile auf dem Montmartre.
Der französische Rosenzüchter Henri Delbard benannte eine Rosensorte Maurice Utrillo. Sie gehört zu einer Reihe so genannter „Malerrosen“ („Roses des Peintres“).
Im Jahr 1951 entstand der umstrittene Dokumentarfilm La vie dramatique de Maurice Utrillo (auch La vie tragique d’Utrillo). Regie führte Pierre Gaspard-Huit nach einem Drehbuch von Roland Dorgelès. Den jungen Utrillo spielte Jean Vinci. Pierre Courthion urteilte: „Die Legende wurde verfilmt und damit noch penetranter, noch hoffnungsloser verfälscht.“
Im französischen Historienfilm Wenn Paris erzählen könnte (Si Paris nous était conté, 1956) von Sacha Guitry spielte Utrillo sich selbst.
Im Spielfilm Modi (2024) von Johnny Depp über Amedeo Modigliani spielte Bruno Gouery Maurice Utrillo.

## Ausstellungsorte
In 18. Arrondissement von Paris befindet sich in der Rue Cortot 12, in der Valandon, Utter und Utrillo ab 1912 ein gemeinsames Atelier betrieben, das Musée de Montmartre, in dem unter anderem das restaurierte Atelier-Apartment der drei gezeigt wird. Neben Einrichtungsgegenständen sind auch einzelne Gemälde ausgestellt.
In Sannois wurde 1995 das Musée Utrillo-Valadon eröffnet, das neben Gemälden von Utrillo und Valadon persönliche Objekte ausstellte. Die Villa Rozée, in der es untergebracht war, wurde im Jahr 2018 wegen Gebäudeschäden geschlossen. Das Museum wird auch nach der Restaurierung des Gebäudes nicht wieder öffnen. Die Gemälde sind an das Musée de Montmartre ausgeliehen.
Im Jahr 2010 eröffnete Jean Fabris nach Meinungsverschiedenheiten mit der Gemeinde Sannois den Espace Utrillo im Kulturzentrum von Pierrefitte-sur-Seine mit fünfzehn ausgestellten Gemälden und einem Archiv. Das Gebäude ist auch der Sitz der 1963 von Lucie Valore und Jean Fabris gegründeten Association Maurice Utrillo / Suzanne Valadon.

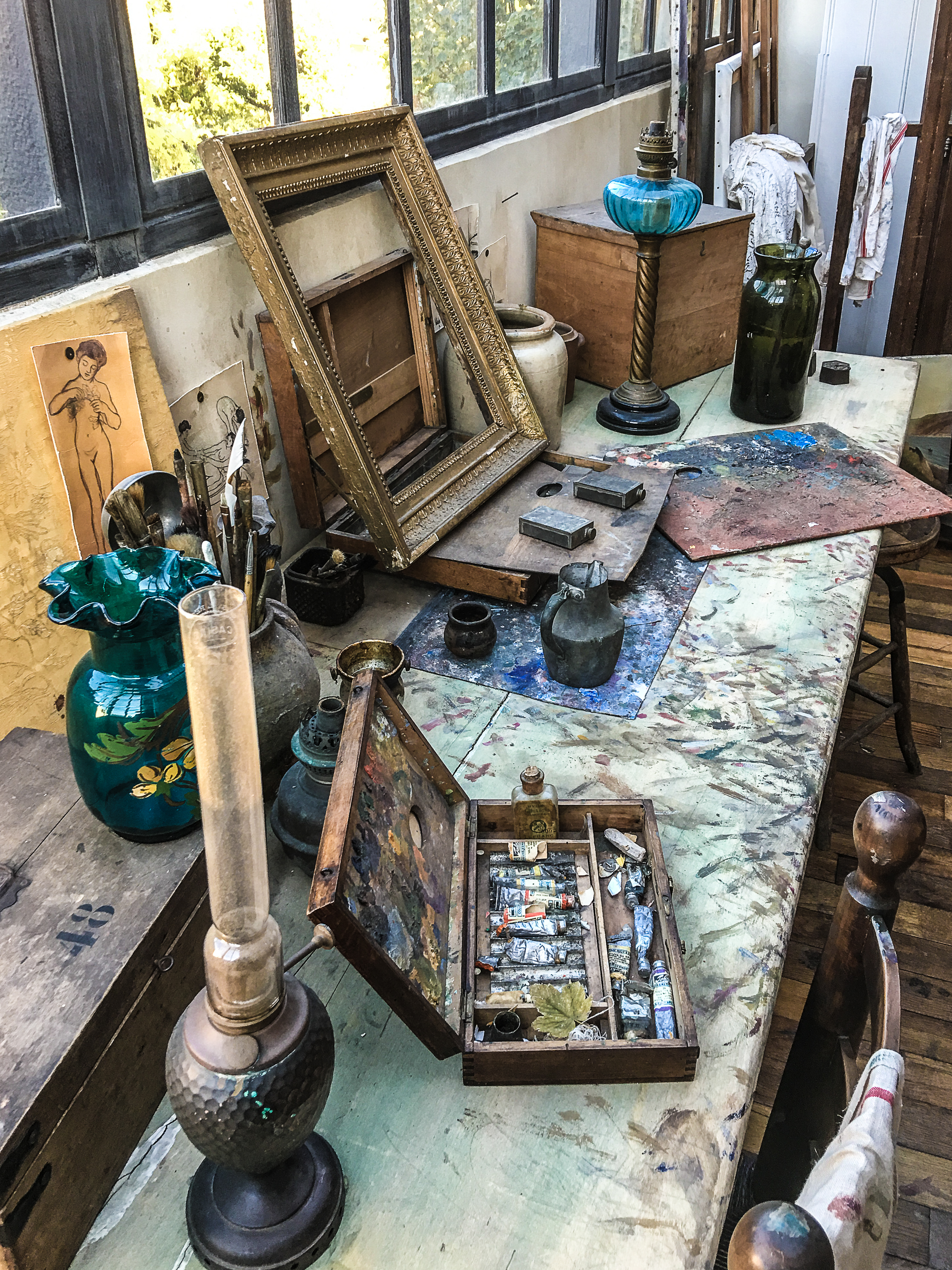
Atelier-Apartment im Musée de Montmartre
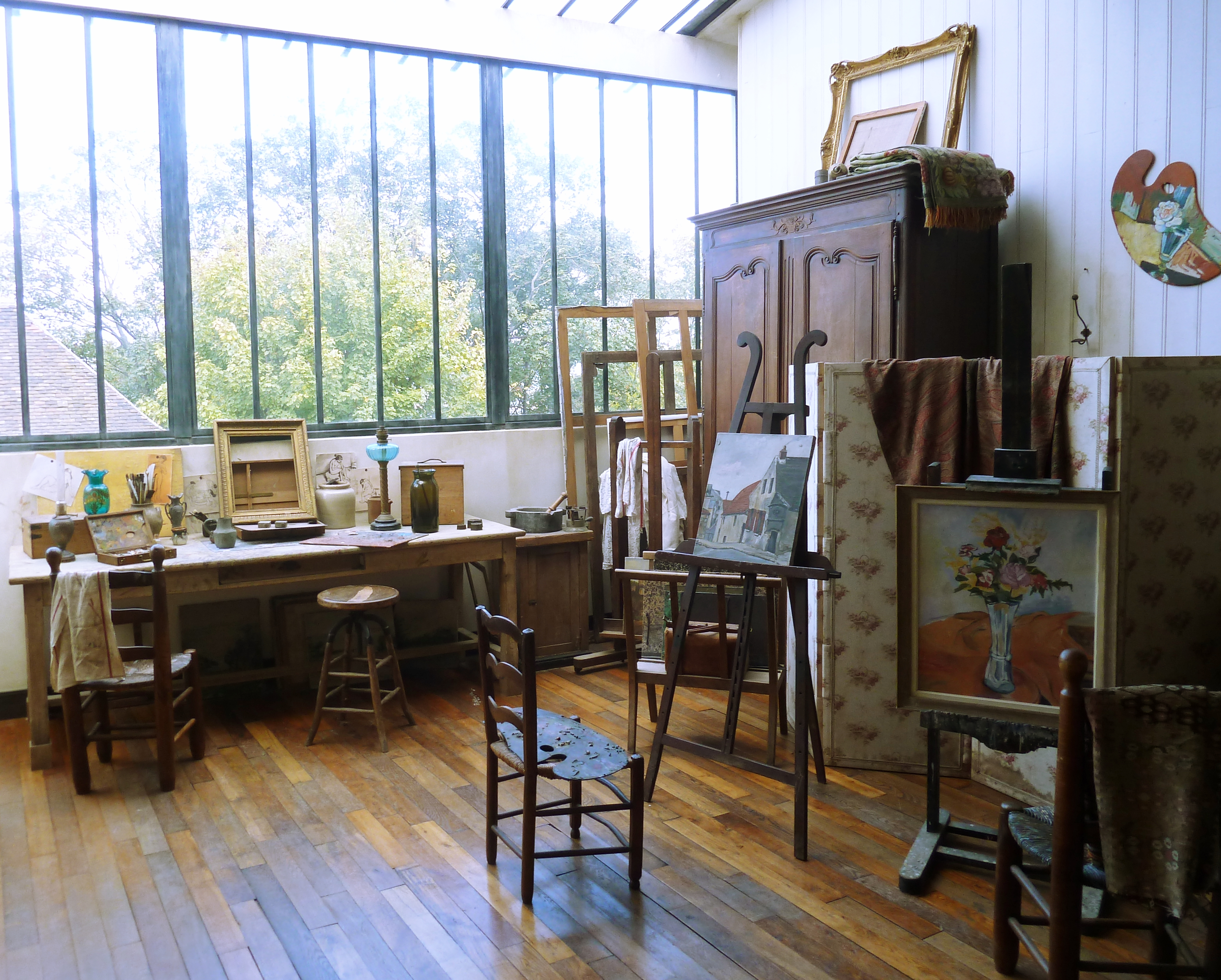
Atelier-Apartment im Musée de Montmartre
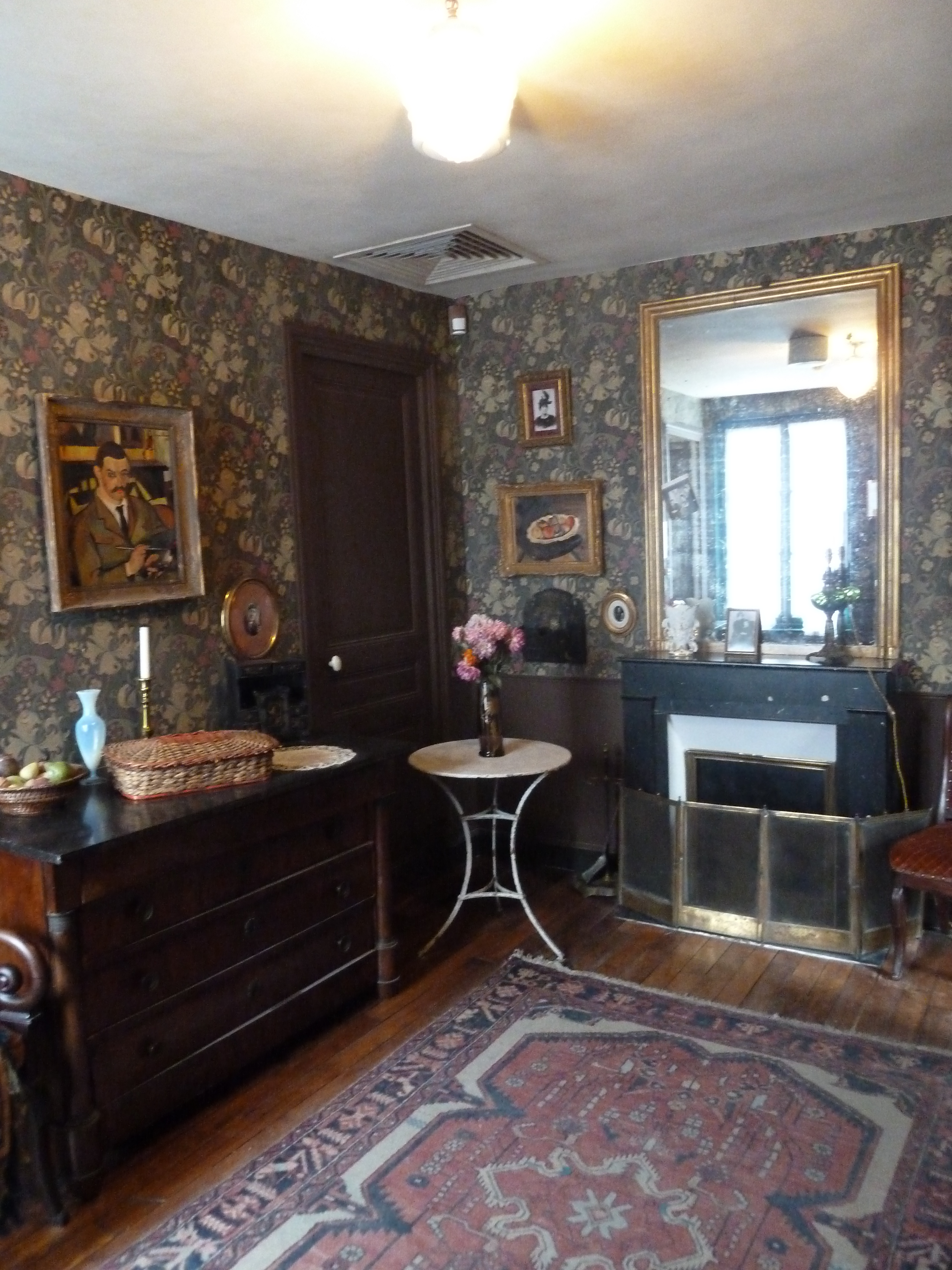
Atelier-Apartment im Musée de Montmartre
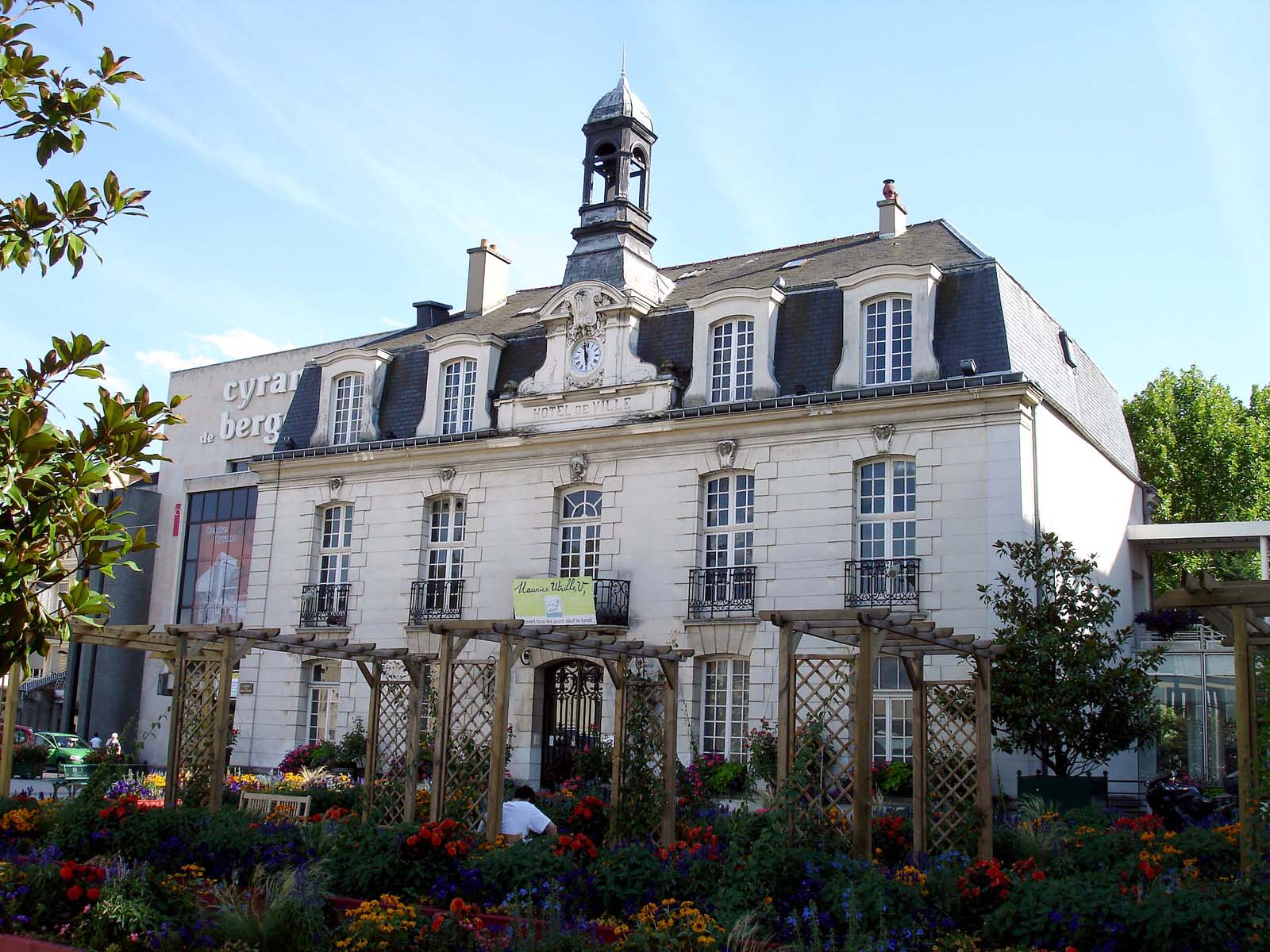
Ehemaliges Musée Utrillo-Valadon in Sannois